# Ouro Preto
Ouro Preto (en español, Oro Negro) es un municipio brasileño del estado de Minas Gerais, en la Región Sudeste del país. Está ubicado a una altitud de 1179 metros. Su población estimada para el 2018 era de 74.000 habitantes. Se trata de una de las ciudades más importantes de la historia del Brasil, albergando varios de los monumentos más relevantes del 'Ciclo del Oro', además de haber sido la capital de Minas Gerais hasta la inauguración de Belo Horizonte en 1897. Fue declarada Patrimonio Cultural de la Humanidad por la Unesco.

## Historia

### Asentamiento
A partir del siglo XVI, exploradores luso-tupíes provenientes de São Paulo, los llamados bandeirantes, empezaron a recorrer la región del actual estado de Minas Gerais en busca de piedras preciosas, oro y esclavos indígenas. En ese proceso, diezmaron muchas naciones indígenas de la región. En el final del siglo XVII, finalmente fue descubierto oro en aquella región, aumentando todavía más el flujo de aventureros en la región. Mientras tanto, los descubrimientos de oro en arroyos continuaron en el sertão, levantando nombres como Antônio Dias de Oliveira, Bartolomeu Bueno de Siqueira, Carlos Pedroso da Silveira y de personas que venían de Bahía y Pernambuco, encendiendo ambiciones en el exterior, las expediciones buscaban o en el Río Das Velhas (principalmente los paulistas, que habían acompañado la bandera de Fernão Dias Pais Leme y de Don Rodrigo de Castelo Branco), o el Tripuí, donde ya se había encontrado el famoso "Oro Negro", jalonado por el montículo brumoso del pico Itacolomi, que comenzaron a ver apenas cruzando Itatiaia.
Guiados por los picos que se erguían en las colinas de Ouro Branco, Itatiaia, Ouro Preto, Itacolomi, Cachoeira, Casa Branca, Ribeirão do Carmo, etc, entre otros, los exploradores seguían juntos o por separado. Según José Rebelo Perdigão, secretário del gobernador Artur de Sá e Menezes, en 1695 y 1696, habría sido descubierto, un arroyo aurífero, que luego recibió el nombre de Gualacho do Sul, pero que los paulistas de la bandera de García de Almeida e Cunha, Miguel García, no se negaron dividir el depósito con sus compañeros de Taubaté, quienes luego de separarse, se adentraron y descubrieron el arroyo Ouro Preto. De los arroyos y cerros de Ouro Preto, todavía hoy llamados Passadez, Bom Sucesso, Ouro Fino y Ouro Bueno, fueron descubiertos por Antônio Dias, de Taubaté, el padre Jõao de Faria Filho y Tomás Lopes de Camargo, primo de Bartolomeu Bueno de Siqueira, que descubrió Itaverava.
La aldea fue fundada en 1711 por la unión de vários pueblos, con la denominación de "Vila Rica". Inicialmente "Vila Rica de Albuquerque" y después "Vila Rica de Nossa Senhora do Pilar de Ouro Preto".
Ouro Preto fue creado el 24 de junio de 1698 por la bandeira de Antonio Dias y el Padre Faria. La elevación de Ouro Preto a la categoría de ciudad se produjo el 8 de julio de 1711, mediante la fusión de varios asentamientos fundados por bandeirantes, convirtiéndose en la sede del condado con el nombre de "Vila Rica". Inicialmente, Vila Rica de Albuquerque y posteriormente Vila Rica de Nossa Senhora do Pilar de Ouro Preto. En ese año se crearon las tres primeras localidades de Minas Gerais: el 8 de abril, Ribeirão do Carmo, actual Mariana; el 8 de julio, Vila Rica, actual Ouro Preto; y el 17 de julio, Nossa Senhora da Conceição de Sabarabussu, actual Sabará.

### Actividad mineral

Documento del rendimiento de la extracción de oro de las Reales Fundiciones de Minas Gerais, entre julio y septiembre de 1767. [Archivo Nacional del Brasil].

El oro de Minas Gerais empezó a llegar al Reino de Portugal a finales del siglo XVII. En 1697, el embajador francés Rouillé mencionó la llegada de oro "peruano" en una confusión. No fue una distribución fácil ni equitativa entre los señores feudales, porque, en ocasiones, se encontraron aluviones muy ricos en materiales a lo largo de un curso de agua estrecho y, por lo tanto, la riqueza mineral no estaba bien repartida. Por ley de la época, el señor de la tierra y el subsuelo era el administrador, pero no podía trabajar la tierra y la entregaba en acciones a trabajadores para obtener parte de la producción, lo que constituía el "pago de arrendamiento" adeudado al terrateniente. La porción del latifundista fue el veinte por ciento (el quinto) del total cuya historia es la historia de Minas, según su historiador Diogo de Vasconcelos. Para la recolección, en cada distrito había un Jefe de Guardia con un secretario, tesorero y oficiales. “Sólo se consideraba pertinente arar a una distancia de media legua de algún arado ya conocido, por lo que los ambiciosos se alejaban de ellos para añadir sus descubrimientos en sus propios privilegios, multiplicando los escritos (manifiestos) y sus explotadores, sin garantía de vida y propiedad, teniendo que atrincherarse en el lugar de trabajo, construyendo albergues o aprovechando las bocas de las minas, contribuyendo a la expansión de las aldeas ”.
Al campamento de Ouro Preto y al campamento de Antônio Dias, en Caquende, Bom Sucesso, Passa-Dez, Serra y Taquaral, llegaron artesanos de diversas profesiones, construyendo capillas, viviendas y herramientas. En todas partes, se registró y removió la arena de los arroyos y la tierra de las montañas, se construyeron carpas cerca de las tierras auríferas, campamentos en São Paulo, comenzando a poblar el interior de la tierra que hoy es Minas Gerais. Luego, los pueblos se organizaron en torno a capillas temporales, hasta la "gran hambruna".
Antonil dijo en 1710: "La insaciable sed de oro alentó a muchos a dejar sus tierras y tomar caminos accidentados como los de Minas Gerais, donde es difícil darse cuenta de la cantidad de personas que hay actualmente. Cada año, en las flotas, llegan a instalarse altas cantidades de portugueses y extranjeros a Minas". Y más adelante: “Las constantes invasiones de portugueses de la costa vencerán a los paulistas que habían descubierto los lavaderos auríferos. Terminará con bosques batidos, montañas volteadas hacia arriba, ríos desviados de cauces, todos enloquecidos por la sed de oro".
Hombres, familias, esclavos , instrumentos de minería, descendían de las sierras que aislaban a Minas, atravesaban bosques y ríos embravecidos después de luchar en ocasiones contra los indígenas expulsados de la costa. Los frailes huyeron de los conventos, los terratenientes abandonaron las plantaciones, buscando las tierras del centro como locos, una visión fugitiva de la riqueza acumulada sin lucha ni trabajo. En 1720 fue elegida como capital de la nueva Capitanía de Minas Gerais. La ciudad recibe el nombre de "Ouro Preto" debido a una característica del mineral que se encuentra aquí en ese momento: el oro se oscureció por una capa de óxido de hierro , lo que le dio un tono oscuro.

### Siglo XIX

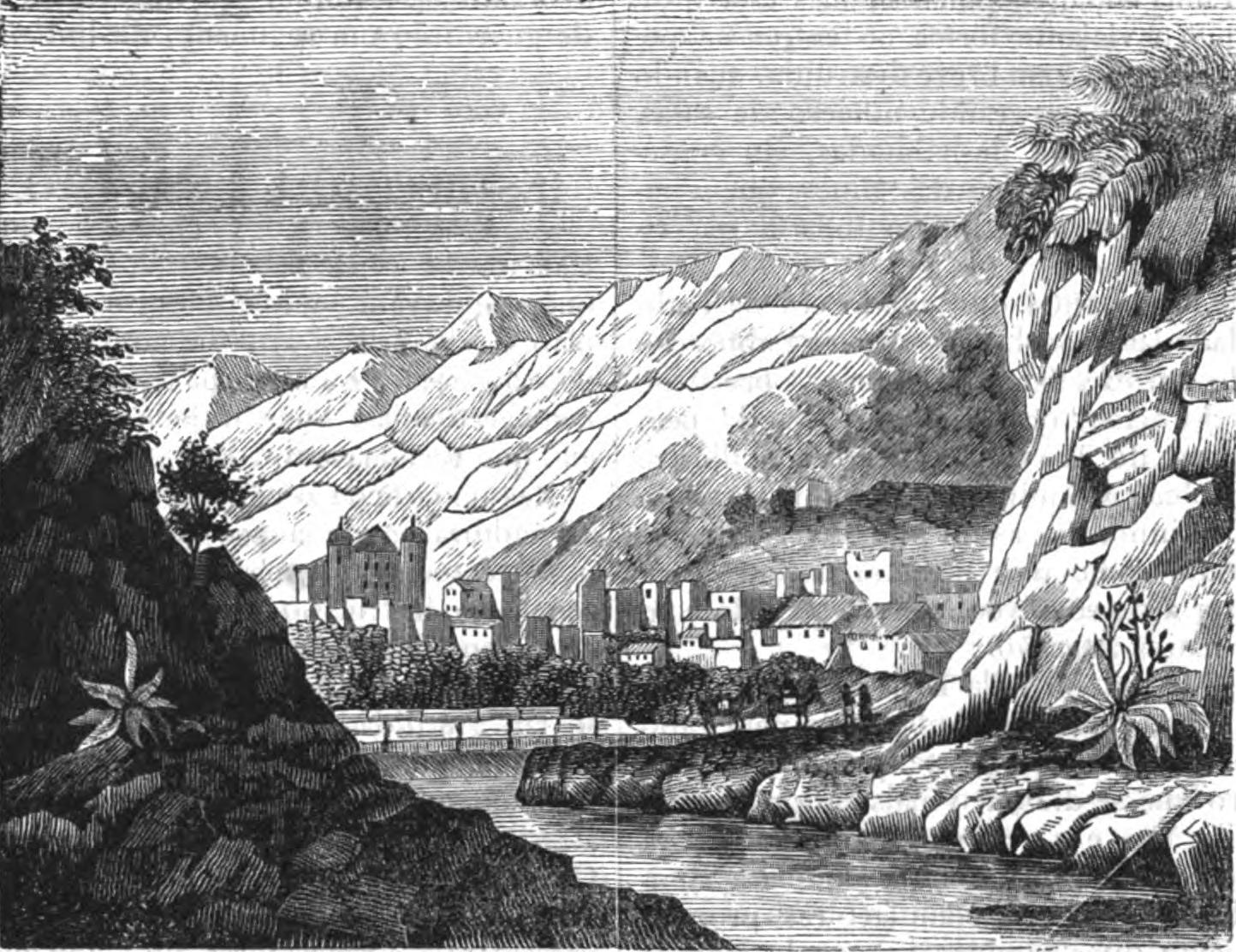
Villa Rica de Ouro Preto.

En 1823, después de la Independencia de Brasil, Villa Rica recibió el título de Ciudad Imperial, concedido por Pedro I de Brasil, convirtiéndose oficialmente en la capital de la entonces Provincia de Minas Gerais, pasando a ser llamada como Ciudad Imperial de Ouro Preto. En 1839 fue fundada la Escuela de Farmacia siendo la primera de su clase en América del Sur. El 12 de octubre de 1876, a petición de Pedro II de Brasil, Claude Henri Gorceix fundó la Escuela de Minas en Ouro Preto. Esta fue la primera escuela de estudios mineralógicos, geológicos y metalúrgicos de Brasil siendo hoy una de las principales instituciones de ingeniería del país.
Según Oliveira (2006), desde que el asentamiento tuvo lugar en las zonas mineras de la región de Ouro Preto, a finales del siglo XVII y principios del XVIII, la ciudad ha tenido varias imágenes. De un lugar que "rezumaba conflictos", en palabras del Conde de Assumar, gobernador de la Capitanía de Minas en el siglo XVIII, al de una capital que obstaculizó la modernización del estado en los inicios de la República. El inicio de la ocupación del espacio urbano de Ouro Preto ocurrió con la formación de campamentos mineros aislados (Ouro Podre, Taquaral, Antônio Dias, Pilar).
El inicio de la ocupación del territorio urbano de Ouro Preto se produjo con la formación de campamentos mineros aislados (Ouro Podre, Taquarai, Antonio Dias, Pilar). La consolidación urbana y la presencia efectiva de la Corona portuguesa que solo ocurrió a mediados del siglo XVIII con la construcción del Palacio de los Gobernadores (actual Escuela de Minas) por el ingeniero militar José Fernandes Alpoim y de las calles que conectan los campamentos referidos.
Sin embargo, en 1897, el traslado de la capital a Belo Horizonte provocó una emigración de la ciudad (alrededor del 45 % de la población) y terminó inhibiendo el crecimiento urbano de la ciudad en las décadas siguientes, hecho que contribuyó a la preservación del centro histórico de Ouro Preto. En ese momento, la ciudad era vista por la élite minera como un símbolo de atraso y la construcción de Belo Horizonte representó el ideal republicano de modernización. También hubo partidarios de conservar la capitalidad de Ouro Preto. Estos planes propuestos se programaron para revitalizar la ciudad y destacar su importancia histórica en la configuración de Minas y Brasil. Con la proclamación de la república brasileña en 1889, la ciudad vieja de Ouro Preto pasó a ser vista como un obstáculo para el desarrollo del nuevo estado de Minas Gerais. Siendo así decidieron trasladar la capital del estado a una ciudad planificada, la actual ciudad de Belo Horizonte, que fue inaugurada en 1897.

### Siglo XX e XXI

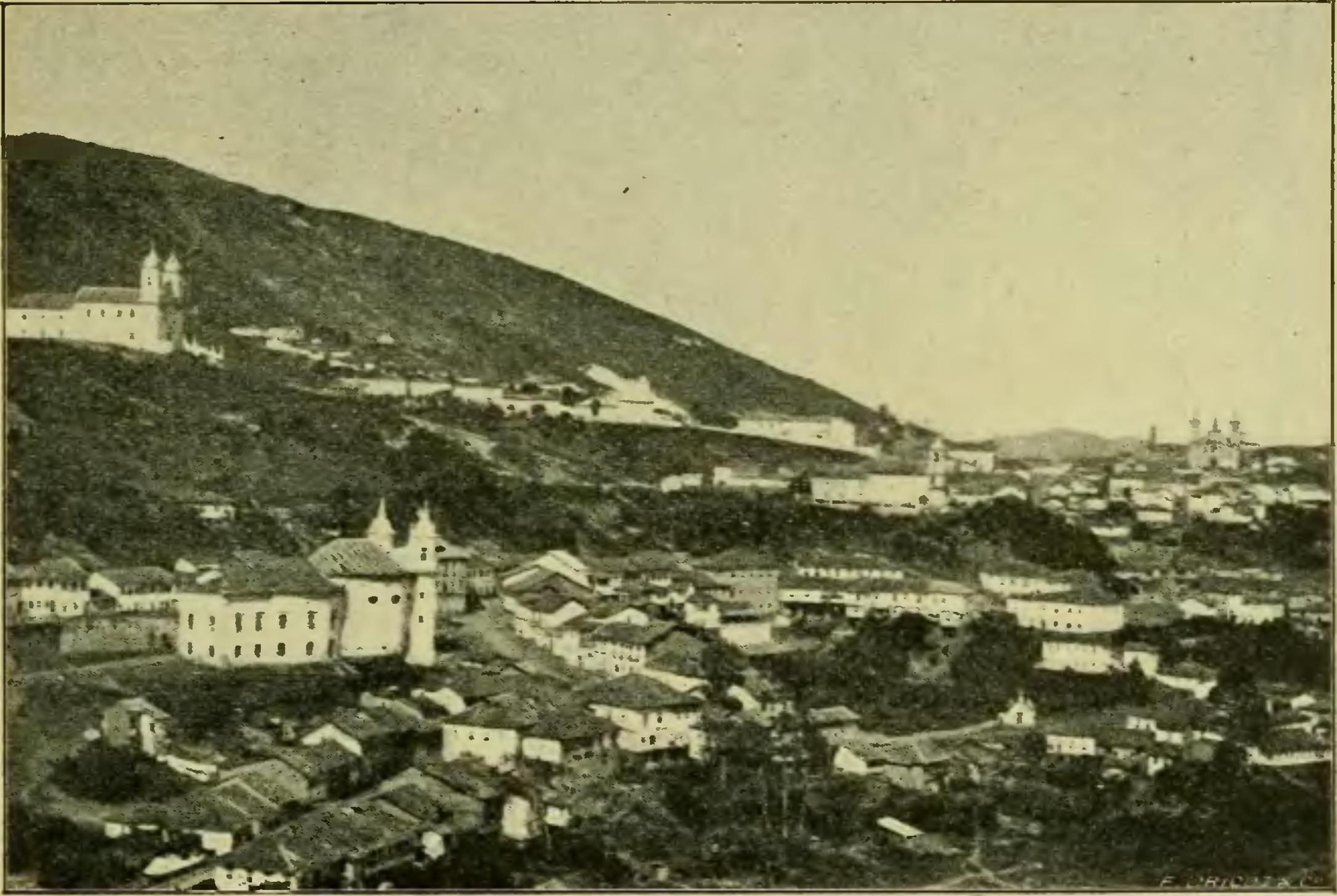
Vista de la ciudad, c. 1903

Las iglesias barrocas con ciertas influencias neoclásicas y las casas coloniales solo volvieron a ser notadas de forma positiva por el movimiento modernista, en la década de 1920. En ese momento, las obras de Aleijadinho y Mestre Ataíde pasaron a ser vistas como manifestaciones de una cultura genuinamente brasileña. La propia preservación de la ciudad hace parte del proyecto de construcción de nacionalidad brasileña, siendo el primer lugar del país a ser considerado como monumento nacional.
En 2005, fue alterado el lema inscrito en la bandera de la ciudad. Segun los movimientos negros, el lema anterior, PROETIOSVM TAMEM NIGRVM (traducido del latín, "Precioso, Aunque Negro") tenía una conotación racista. De esta forma, el nuevo lema en la bandera de la ciudad pasó a ser PROETIOSVM AVRVM NIGRVM ("Precioso Oro Negro").
En la década de 2010, una grande preocupación era conservar el patrimonio, teniendo en vista el grande número de turistas (de 15 mil a 25 mil por mes) y carros (32,7 mil en 2016, más que el doble del número de carros en 2006), y las actividades de mineración en la región. A pesar del proyecto Programa de Aceleração do Crescimento, que designó recursos para ciudades históricas, la iglesia del Señor Buen Jesus de Matosinhos fue cerrada en 2014 para remodelación y permanecia así dos años después. El tráfico también tiene el problema de las calles angostas, que cuando se llenan de carros molestan a los peatones a la hora de cruzar la calle.
El Servicio Geológico de Brasil constató en un estudio hecho en 2016 que hay 313 áreas de riesgo geológico en la ciudad. En un estudio hecho en 2021, fue constatado que 882 domicilios y 3006 residentes están en riesgo. Varias casas colapsaron por las lluvias.

## Geografía

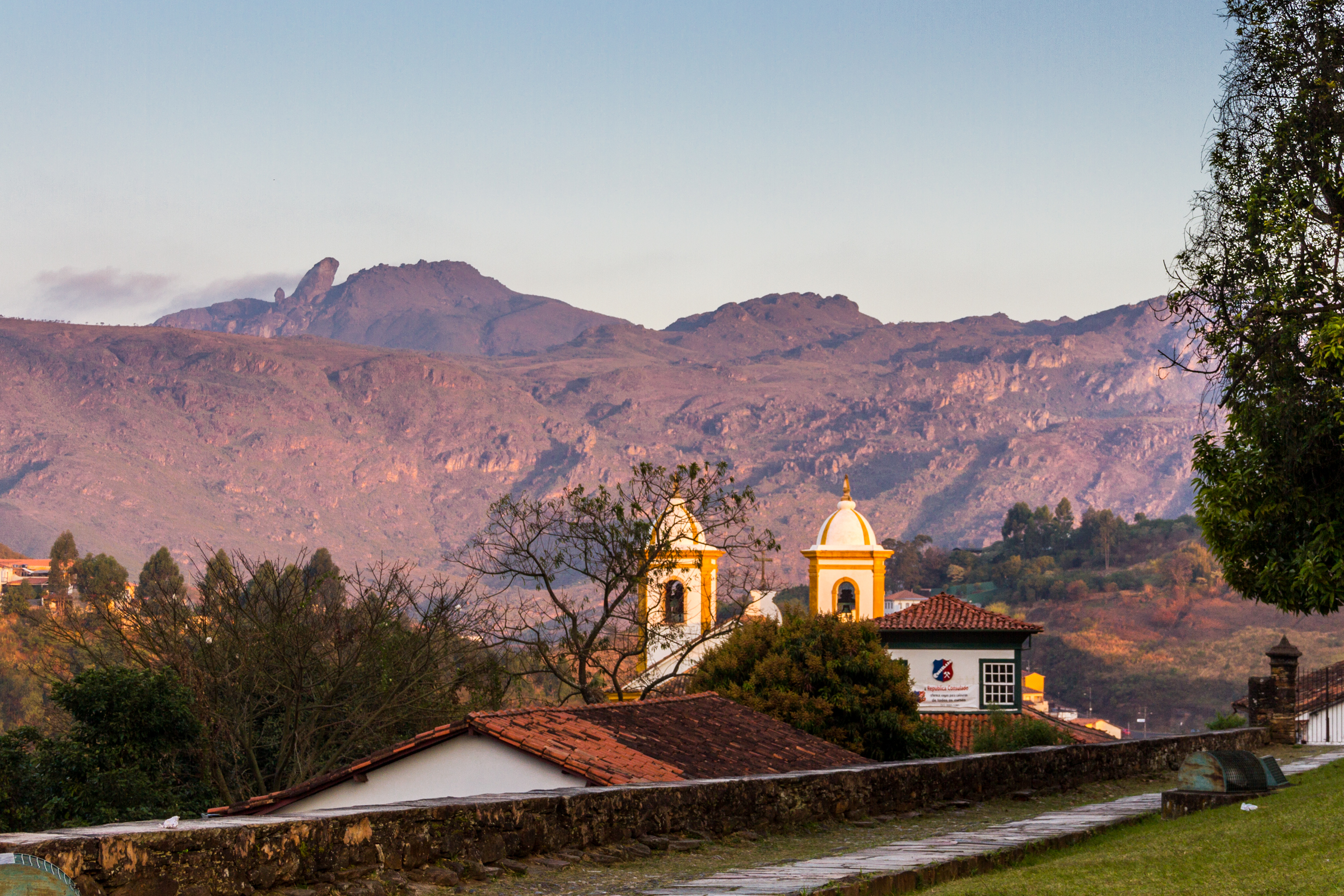
Pico de Itacolomi, localizado en Mariana, parte del parque Estadual de Itacolomi, visto a partir de Ouro Preto

De acuerdo a la división regional vigente desde 2017, instituida por el IBGE (Instituto Brasileño de Geografía y Estadística), el municipio pertenece a las Regiones Geográficas Intermedias de Belo Horizonte e Inmediata de Santa Bárbara-Ouro Preto. Hasta entonces, con la vigencia de las divisiones en mesorregiones y microrregiones, hacia parte de la microrregión de Ouro Preto, que a su vez estaba incluida en la mesorregión metropolitana de Belo Horizonte.

### Relieve
El relieve local varía mucho, desde Amarantina 700 m, hasta más de 1800 m en el distrito Antonio Pereira ,la altitud media es de 1.116 m.s.n.m, siendo su barrio más alto el de San Sebastián, y si pico más elevado se encuentra localizado en la Serra do Caraça, en el distrito de Antonio Pereira.

### Clima
El clima predominante es templado subhúmedo (Cwb, de acuerdo con la Clasificación climática de Köppen-Geiger), característico de regiones montañosas, con lluvias durante los meses de octubre a abril. Según datos del Instituto Nacional de Meteorología (INMET), referentes al periodo de 1913 a 1990, la menor temperatura en el municipio fue de 0 °C el 15 de junio de 1925, y la mayor alcanzó 33,9 °C el 28 de octubre de 1980. La mayor acumulación de precipitación en 24 horas fue de 161 mm el 1 de febrero de 1979. En el Diário Oficial de la Unión del 10 de junio de 1893 consta un relato de caída de nieve en Ouro Preto el 19 de junio de 1843.

## Economía

### Ecoturismo
A pesar de tener la mayor parte del intenso flujo turístico enfocado en la arquitectura y la importancia histórica, el municipio posee un rico y variado ecosistema en su entorno, con cascadas, senderos centenarios y un gran área de bosque nativo, protegido por los Parques Estaduales. El más reciente se sitúa cerca del distrito de São Bartolomeu.
Uno de los puntos de ecoturismo fracuentado tanto por turistas como por residentes es el "Horto dos Contos". Fundado en 1799, el parque fue el segundo jardín botánico creado en Brasil, en un área de 32 hectáreas de extensión, ofreciendo 2,5 kilómetros de sendero en pleno centro histórico.
En el municipio está localizada también la Estación Ecológica Estadual Tripuí, una unidad de conservación mantenida por el Instituto Estadual de Bosques de Minas Gerais.

### Tecnología
La economía de la ciudad es fuertemente impactada por la minería y por el turismo. Sin embargo, en los últimos años, Ouro Preto se convirtió en un centro universitário y un espacio que alberga empresas de tecnología, como Usemobile, Gerencianet, Stilingue, Next Tecnología e Binarymind. La influencia de las empresas de esta área llevó a la prefectura de la ciudad a instituir una ley con una serie de medidas y acciones para estimular áreas de innovación y tecnología.

## Sudivisiones
La Prefectura de Ouro Preto nunca delimitó oficialmente los barrios de la ciudad, reconociendo como subdivisiones oficiales solamente los 13 distritos. Sin embargo, solamente en el distrito sede, existen locales que por cuestiones culturales son llamados barrios.

## Educación
Las hermandades estudiantiles hacen parte de la tradición estudiantil. Muchas de ellas instaladas en edificios pertenecientes a la Universidad Federal de Ouro Preto (siendo esas las Hermandades Federales de Ouro Preto), absorven una parte significativa de los estudiantes, en Ouro Preto y Mariana. Son administradas por los propios estudiantes, que definen las reglas de admisión en ellas. A lo largo de más de un siglo, las hermandades desenvolvieron una cultura propia, y mantiene lazos estrechos con exalumnos. Ese lazo es muy fuerte entre las hermandades federales, tradicionalmente en las fiestas de las hermandades (12 de octubre, aniversario de la Escuela de Minas de Ouro Preto y el 21 de abril, Tiradentes y aniversario de las Hermandades del Campus), los exalumnos están presentes en una forma de recordar y revivir los recuerdos de la universidad. La Refop, (Repúblicas -hermandades en Brasil- Federales de Ouro Preto), es compuesta por 67 hermandades, siendo una mixta, 51 masculinas y 15 femeninas, los novatos, (conocidos como bixos) pasan por un periodo de pruebas, conocido como "batalla", antes de ingresar definitivamente en la hermandad; Ese periodo dura en promedio seis meses y los veteranos aplican varias novatadas, como raparles el cabello.
El municipio también cuenta con un campus del Instituto Federal de Minas Gerais, que ofrece calificación técnica en las modalidades integradas a la enseñanza media y posterior, además de contar con cursos de enseñanza superior.

## Patrimonio Mundial
La ciudad de Ouro Preto fue reconocida como patrimonio cultural por el IPHAN, en 1938 y declarada Patrimonio de la Humanidad por la Unesco en 1980 teniendo en cuenta los criterios (i) y (iii), convirtiéndola en la primera ciudad brasileña con este título.    
Haciendo referencia al primer criterio, se puede decir que gracias al patrón urbano irregular de la ciudad, así como la calidad estética de la arquitectura y el arte, esta ciudad representa una obra de arte del genio creador humano. De igual manera, se pueden destacar varios monumentos religiosos y administrativos como el Palácio dos Governadores y la antigua Casa de Câmara e Cadeia. Además sobresalen las iglesias barrocas, que resaltan por contener oro en su interior, su grandeza y su elegancia, entre las que se distinguen las pinturas del techo de Manuel da Costa Athaide y la iglesia de São Francisco de Assis, diseñada por Antônio Francisco Lisboa (Aleijadinho), el más grande artista colonial de Brasil.
Por otra parte, la ausencia de conventos o monasterios formales llevó a la construcción de iglesias y capillas llenas de esplendor y calidad dando lugar a que aparezca la mezcla de las influencias artísticas europeas y brasileñas que se aprecian en la arquitectura. Esto genera un nuevo estilo único denominado Barroco Mineiro Mestizo caracterizado por el toque clásico que se genera, un tratamiento más curvilíneo pero especialmente, por una mayor elegancia en estilo Rococó. Así mismo, la sustitución del mármol por materia prima local como la piedra jabón, agrega originalidad al estilo, aportando así, un testimonio único o al menos excepcional sobre una tradición cultural o una civilización viva o desaparecida.

## Patrimonio histórico y cultural
La ciudad pasó a ser conocida como un "museo al aire libre", conservando un gran núcleo de casas coloniales esencialmente intactas, prestigiosas en todo Brasil e incluso en el extranjero, tanto que la Ciudad Histórica fue declarada por la UNESCO como Patrimonio Mundial, cuando la organización destacó la autenticidad, integridad y originalidad de su panorama urbano, calificado como obra de genio humano, su importancia histórica como sede de la Inconfidência y polo cultural floreciente, y el relieve de sus principales monumentos religiosos, donde trabajaron maestros de importancia superior como Aleijadinho y Ataíde, que dejaron obras que se presentan como los primeros signos de genuina brasileña.

#### Iglesias de Ouro Preto

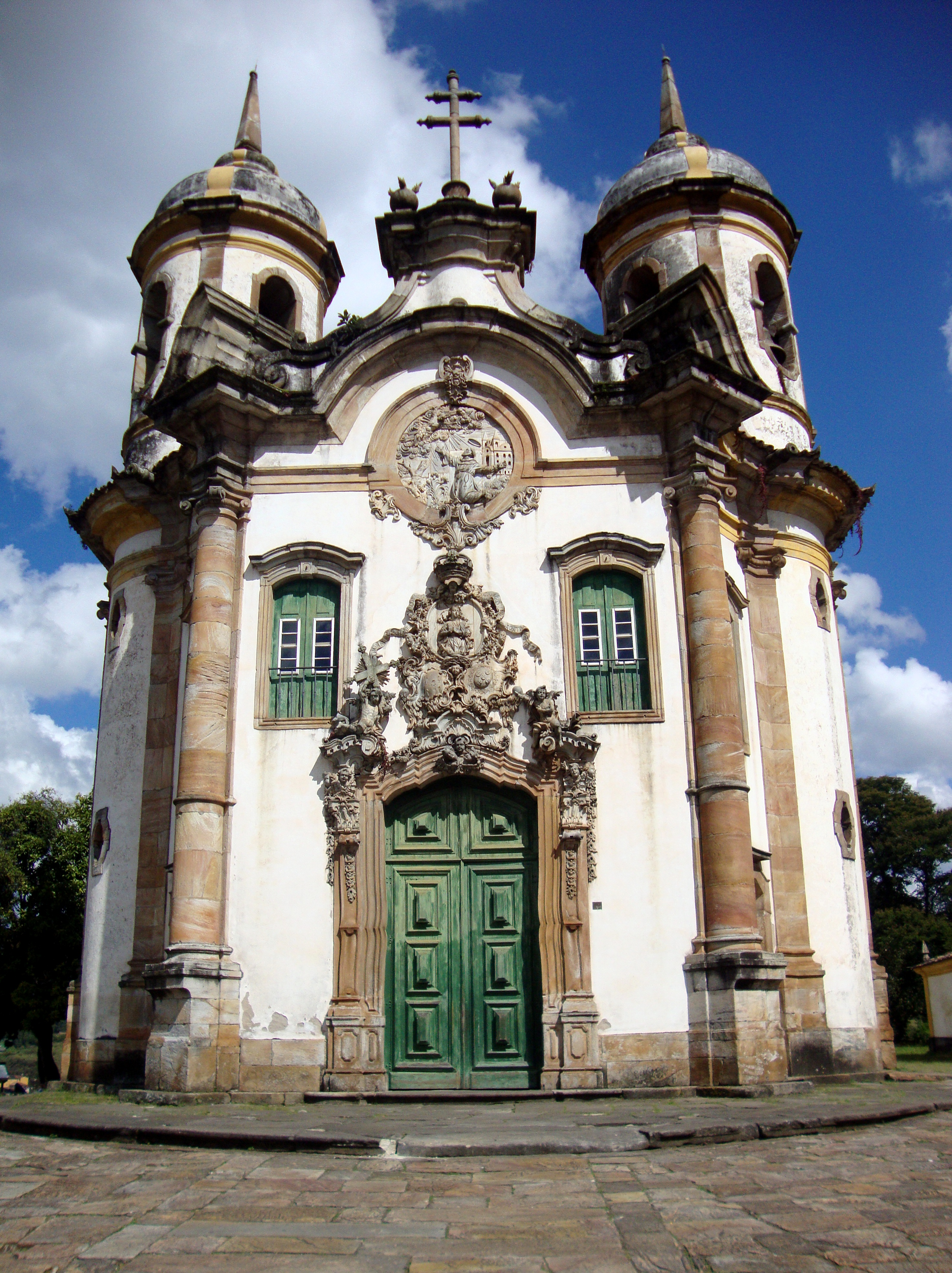
Iglesia de San Francisco en Ouro Preto (2005)

Sus iglesias se han vuelto particularmente famosas por su arte religioso y arquitectura barroca, muchas de ellas ricamente decoradas y de importancia artística e histórica, por ejemplo:
- Nossa Senhora do Carmo (Nuestra Señora del Monte Carmelo) - justo al lado de la plaza Tiradentes, al lado del Museo Inconfidência.
- São Francisco de Assis (San Francisco de Asís)
- Nossa Senhora da Conceição (Inmaculada Concepción)
- Capela do Padre Faria ole ola (Capilla del Padre Faria)
- Nossa Senhora das Mercês (Nuestra Señora de la Misericordia)
- Nossa Senhora do Pilar (Nuestra Señora del Pilar)
- Nossa Senhora do Rosário (Nuestra Señora del Rosario)

###### Museos de Ouro Preto
La ciudad cuenta con instituciones que albergan colecciones variadas como:
- Museo de Reducciones
- Museo del Té
- Museo de Ciencia y Técnica de la Escuela de Minas
- Museo de la Música, Museo Casa dos Contos
- Museo Ludo, Museo del Oratorio
- Museo Casa Guignard
- Museo Pharmacia
- Museo de Arte Sacro del Pilar
- Museo Abierto Cidade Viva y Museo Aleijadinho
- Museo del Oro, donde se encuentran varias piedras preciosas.

###### Casa da Ópera
Ouro Preto alberga el teatro  más antiguo de América Latina, el Teatro Municipal de Ouro Preto. Después de ser restaurada, en 2007 la Casa da Ópera (nombre original) fue reabierta al público. La Ópera fue construida por el contratista portugués João de Souza Lisboa, con el apoyo del Conde de Valadares, gobernador de la Capitanía, y de su secretario, el poeta Cláudio Manuel da Costa. Situada cerca de la Igreja do Carmo, en un terreno escarpado, fue inaugurada el 6 de junio de 1770, en celebración del cumpleaños del Rey Dom José I.

##### Estación Ferroviaria de Ouro Preto
La Estación de Ferrocarril de Ouro Preto fue construida en estilo barroco colonial e inaugurada en 1888, como parte del entonces Ramal Ouro Preto (luego Ramal Ponte Nova) del Ferrocarril Dom Pedro II y con el objetivo de conectar la ciudad (luego capital de la provincia minera) hasta Río de Janeiro, donde se ubicaba la Corte Imperial. Es uno de los edificios históricos más importantes de la ciudad.
La actividad ferroviaria fue suspendida en 1996 y reactivada en 2006, tras una importante reforma, que incluyó la recuperación de su lecho ferroviario. Actualmente, la estación sirve como terminal para el turístico Trem da Vale, operado por la empresa minera Vale, que establece la conexión entre Ouro Preto y la vecina ciudad de Mariana y atraviesa hermosos paisajes de la región entre montañas, montañas y cascadas. Los trenes salen de la estación los miércoles, jueves, viernes, sábados y domingos o festivos durante la semana.

##### Minas
Varias antiguas minas de oro de la ciudad ofrecen recorridos turísticos. Una de las más conocidas es la Mina do Chico Rei, cerca del santuario de Nossa Senhora da Conceição. Otra mina famosa es el pasaje Mina da. A principios del siglo XIX, Portugal otorgó al Reino Unido el uso exclusivo de esta mina durante 100 años para pagar las deudas soberanas de Portugal. Esta es la mina más grande del mundo abierta al público. El municipio contiene aproximadamente el 10% de las 31.270 hectáreas (77.300 acres) del parque nacional Serra do Gandarela , creado en 2014.

##### Patrimonio cultural inmaterial
Una parte importante del patrimonio inmaterial de Ouro Preto son las leyendas, que representan la cultura oral que se ha ido transmitiendo de generación en generación. Así mismo, hay que tener en cuenta que dichas no solo aluden a lo ficticio, sino que muchas veces también tienen detrás un fundamento histórico . Algunos ejemplos son La leyenda de la Madre Dorada que habla sobre una entidad protectora de la naturaleza o Chico Rei que narra la historia de un rey africano que fue llevado a Brasil como esclavo y logró comprar su libertad y la de su hijo. Esta última se destaca porque de ella se deriva una festividad a principios del mes de enero llena de fe, música, baile y alegría que se llama El Reinado de Nossa Senhora do Rosário e Santa Efigênia.
Por otro lado, la Semana Santa en la ciudad se considera como la mayor celebración tradicional de la fe católica. En esta época se destaca la realización de procesiones fundamentalmente la de Resurrección (evento católico más grande de la región), que se lleva a cabo el Domingo de Pascua  y se invita el día anterior a la comunidad a participar en la confección de alfombras devocionales en el que el Ayuntamiento distribuye aserrín de colores a lo largo de la ruta.
También El Carnaval callejero de Ouro Preto atrae a miles de personas cada año. Se toca música de banda tradicional en toda la ciudad y muchas personas se disfrazan durante las vacaciones. Hay dos tipos principales de desfiles callejeros en la ciudad: el de las escuelas de samba y el de los blocos . El carnaval suele tener lugar en febrero o marzo, según el momento de la Cuaresma . Comienza el sábado inmediatamente antes de la Cuaresma y termina el día antes del Miércoles de Ceniza .Las fiestas callejeras también se celebran en localidades vecinas como Mariana .
Punto de interés arquitectónico, el Grande Hotel Ouro Preto tiene la arquitectura de Oscar Niemeyer.

##### Actividad cultural en Ouro Preto
Ouro Preto también destaca por su actividad cultural. Cada año, alberga el Festival de Invierno de Ouro Preto y Mariana - Fórum das Artes. En 2010, el Festival rindió homenaje a Mestre Ataíde, pintor de gran influencia en el barroco de Minas Gerais. Ouro Preto y Mariana recibieron atractivos como Roberta Sá, 14 Bis, Sá e Guarabyra, Gabriel, Pensador y Chico César. Actividades culturales como teatro, música, manualidades, literatura, debates en mesas redondas y charlas sobre el medio ambiente y el fomento de la lectura para los niños también entraron en el calendario del Festival. Ouro Preto fue elegido recientemente como una de las Siete Maravillas de Brasil, en una elección organizada por la revista Caras y el banco HSBC.